# Papiro di Ossirinco 1007

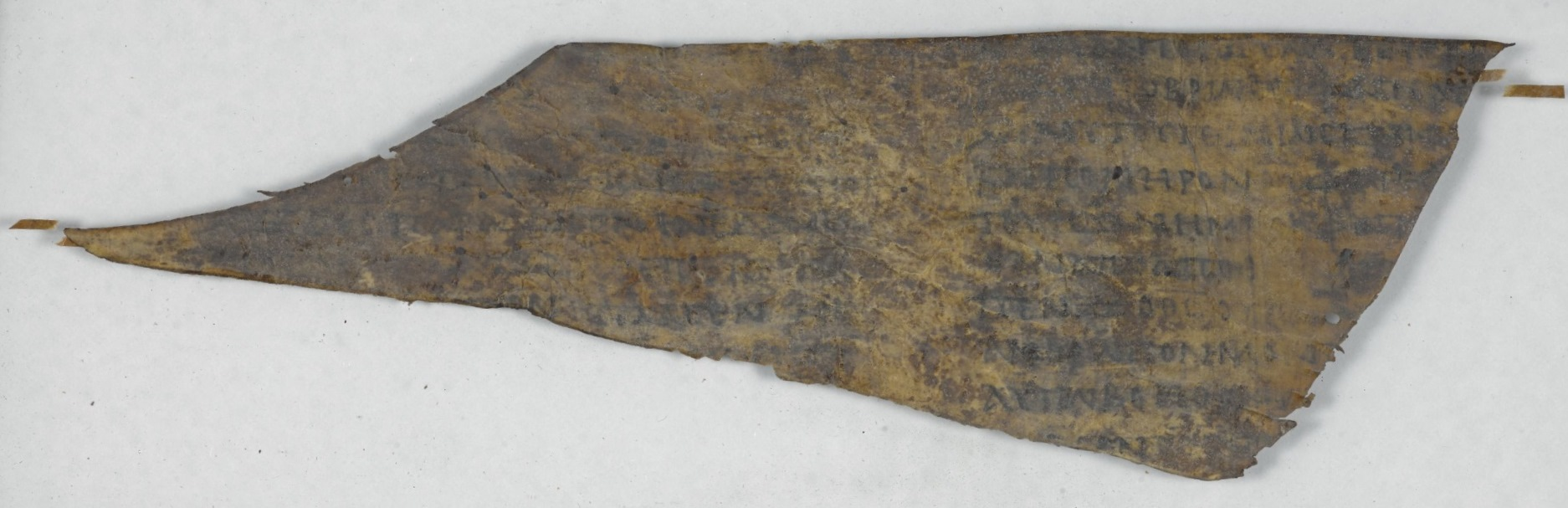
P. Oxy. 1007 verso

Il cosiddetto Papiro di Ossirinco 1007 (P. Oxy. 1007, VH5, LDAB 3113, Rahlfs 907) è un manoscritto pergamenaceo frammentario della Septuaginta, databile al III secolo.

## Descrizione
Il manoscritto consiste in un frammento di un foglio, vergato in onciale greca al recto e al verso su due colonne per circa 33 righe lacunose, e contiene alcuni versetti del secondo e del terzo capitolo della Genesi: 2,7-9.16-18.23-3,1.6-7.
Il testo ha la peculiarità di recare il tetragramma biblico, scritto in caratteri ebraici nella forma abbreviata con la doppia jodh iniziale, in due passi: in Genesi 2,8 (verso, col. I 4) e 2,18 (verso, col. II 14). Vi si trova pure il nomen sacrum θς (abbreviazione di θεός), per quattro volte al nominativo e una al genitivo.  

## Storia
Il manoscritto fa parte della collezione dei Papiri di Ossirinco ed è stato pubblicato per la prima volta nel 1910 da Arthur Surridge Hunt nella collana The Oxyrhynchus Papyri, a cui deve il nome. Nella lista dei manoscritti della Settanta compilata da Alfred Rahlfs è indicato con il numero 907. 
Attualmente è conservato a Londra nella British Library (Inv. 2047).